# Тільки для закоханих
«Тільки для закоханих» (англ. Couples Retreat) — американська кінокомедія 2009 року режисера Пітера Біллінгслі з Вінсом Воном, Джейсоном Бейтманом, Джоном Фавро, Фейзоном Лавом, Крістін Девіс, Малін Акерман, Крістен Белл, Калі Хоук і Жаном Рено в головних ролях.

## Сюжет
Зірки комедій Жан Рено та Вінс Вон цього разу постануть у образі порядних сім'янинів! Чотири подружні пари відправляються на екзотичний острів по програмі зміцнення шлюбу. Але лише одне подружжя відноситься до цього серйозно, в той час як решта вирішили просто розважитися. Але з часом обставини змушують їх замислитися та змінити своє відношення до сеансів групової терапії…

## В ролях

- Джейсон Бейтман — Джейсон Сміт
- Крістен Белл — Синтія
- Фейзон Лав — Шейн
- Вінс Вон — Дейв
- Джон Фавро — Джої
- Малін Акерман — Ронні
- Крістін Девіс — Люсі
- Калі Хоук — Труді
- Таша Сміт — Дженніфер[3]
- Карлос Понсе — Сальвадор
- Пітер Серафінович — Сктенлі
- Жан Рено — Марсель
- Темуера Моррісон — Бріґґс
- Джонна Волш — Лейсі
- Гетлін Гріффіт — Роберт
- Колін Байоччі — Кевін
- Вернон Вон — дідусь Джим Джим
- Джон Майкл Хіґґінс — психотерапевт #1
- Кен Жонг — психотерапевт #2
- Шарлотта Корнвелл — психотерапевт #3
- Емі Хілл — психотерапевт #4
- Карен Шеназ Девід — масажистка в спа
- Джой Біско — метрдотель
- Дена Фокс — офіціантка

## Знімальна група
- Режисер: Пітер Біллінгслі.
- Продюсер: Скотт Стубер, Дена Фокс, Вікторія Вон, Вінс Вон та інші.
- Сценарій: Джон Фавро, Вінс Вон, Дена Фокс.
- Композитор: Алла Ракха Рахман.
- Оператор: Ерік Алан Едвардс.
- Монтаж: Ден Лебентал.